# مونارگا
مونارگا (به لاتین: Monarga) یک منطقهٔ مسکونی در قبرس شمالی است که در ناحیه اسکله واقع شده‌است. مونارگا ۳۱۲ نفر جمعیت دارد.